# ガブリエル・ズックマン
ガブリエル・ズックマン（Gabriel Zucman、1986年10月30日 - ）は、フランスの経済学者。カリフォルニア大学バークレー校の准教授をつとめる。経済的不平等、グローバルな富の蓄積と再分配などを研究しており、タックス・ヘイヴン研究の第一人者である。

## 経歴
パリに生まれ、国立高等師範学校を卒業後にパリ経済学院に入学する。指導教官だったトマ・ピケティのもとで学び、博士号を取得した。ズックマンは博士号を取るべきか悩んだ時に、経済規模の大きな地域と小さな地域（いわゆるタックス・ヘイヴン）との間で巨額の資金が移動しているデータに興味を覚える。その資金の動きを理解すれば、経済学者として役に立てると考えて現在の道に進んだ。
フランス出身の経済学者で、所得格差研究の専門家であるエマニュエル・サエズの誘いを受け、2013年にカリフォルニア大学バークレー校の研究員となる。2014年にロンドン・スクール・オブ・エコノミクスの准教授となったのちに現職をつとめる。2018年にはフランス最優秀若手経済学者賞を受賞した。また同年には、IDEAS/RePEcのデータベースにおいて10年以内に発表された若手経済学者の論文でズックマンが1位となった。2019年に、ベルナセル賞とスローンリサーチフェローシップを受賞した。2023年ジョン・ベイツ・クラーク賞、クラリベイト引用栄誉賞受賞。

## 研究
ズックマンは経済的不平等の研究に取り組み、ピケティとの共著論文「Capital is Back: Wealth-Income Ratios in Rich Countries 1700-2010」（2013年）を発表する。1970年から2010年における資本/所得比率の歴史的推移に関する研究であり、アメリカ・イギリス・ドイツ・フランスについては1700年までさかのぼって分析した。この論文のデータは、ピケティの著書『21世紀の資本』（2014年）で理論的支柱になっている。2018年には新たなプロジェクトとして『世界不平等レポート2018』の編集に参加した。

### タックス・ヘイヴン研究
著書『失われた国家の富』（2013年）ではタックス・ヘイヴンをテーマとして話題を呼び、各国で翻訳された。この本の書名（La richesse cachée des nations、英語ではThe Hidden Wealth of Nations）は、アダム・スミスの『国富論（フランス語はLa richesse  des nations、英語はThe Wealth of Nations）』を思わせるようになっている。ズックマンはエマニュエル・サエズとの共著『つくられた格差』でもタックス・ヘイヴンと多国籍企業について指摘した。
『失われた国家の富』と『つくられた格差』において、タックス・ヘイヴンは以下のように論じられている。
タックス・ヘイヴンの問題点
1. 脱税の横行：推算によれば、2013年時点の世界では家計の金融資産の8%がタックス・ヘイヴンにあり、EU圏では12%になる。タックス・ヘイヴンでは超富裕層のためのプライベート・バンキングが行われており、スイスに保管された資産は3分の1に相当し、3分の2はシンガポール、香港、バハマ、ケイマン諸島、ルクセンブルク、ジャージー島などである[12]。
2. 公的債務の増大：タックス・ヘイヴンによって税収の減少が続くと国家の債務が増え、債務が増えると国債の利回りも増える。こうして国家の公的債務が増え続け、フランスでは5000億ユーロ近くの余分な公的債務が生じた[13]。
3. 外部不経済：タックス・ヘイヴンによって世界規模で被害が生じており、これは温室効果ガスと同様に外部不経済の問題でもある。環境規制のない状況で公害を排出する企業が有利なように、オフショアの銀行は秘密業務によって有利になっている[14]。
4. 不安定な産業構造：大規模なタックス・ヘイヴンはオフショア金融センターと不可分の関係にあり、特権を維持できる。他方、金融業に依存しているために金融危機や破綻に脆弱であり、問題が起きれば莫大な救済費用がかかり関係国にも波及する[注釈 3][16]。
5. 国家主権の商品化：タックス・ヘイヴンは課税統治権を放棄して超富裕層や多国籍企業を引き寄せる。これは国家主権の商品化ともいえる[17][18]。
6. 不平等の拡大：オフショア金融に関わる人々と、そうでない製造業、建設業、運輸業などに関わる人々との格差が拡大する。所得格差によって若い世代の教育や就職にも格差ができる[19]。

タックス・ヘイヴンへの対策
1. 資産の把握。世界規模の金融資産台帳を作成し、金融証券の持ち主を明らかにして資産の課税を可能にする。そのためには各国間での自動的な租税情報交換が必要であり、国際通貨基金（IMF）には金融資産台帳を作成する技術がある[注釈 4][20]。
2. 国際的な連携による圧力。タックス・ヘイヴンに対して、関税や金融取引の制限などの圧力を行使する。タックス・ヘイヴンのある国家は概して政治的には小国である。世界貿易機関（WTO）は無制限の自由貿易を理想としているが、損害に相当する報復を行うことは可能である[21]。タックス・ヘイヴンが他国に与える負の外部性を示し、非協力的なタックス・ヘイヴンとの取り引きには課税などの手段も講じる[22]。
3. 税制度の改革。資本所得への課税と、法人税の改革。世界的な累進課税によって資産に課税し、社会的格差を是正する。多国籍企業が会計操作によって租税回避をしないように、国ごとではなく全体の利益に対して課税する[23]。

『失われた国家の富』において使った図表等は、公式サイトで公開された。
『失われた国家の富』出版後の2016年にパナマ文書、2017年にはパラダイス文書が公開され、タックス・ヘイヴンの存在を多くの人が知ることになった。ズックマンはコペンハーゲン大学のThomas R. Tørsløv、Ludvig S. Wierとの共著論文「THE MISSING PROFITS OF NATIONS」（2018年）を発表し、多国籍企業とタックス・ヘイヴンの関係について分析した。それによれば、世界の多国籍企業の国外利益の40%がタックス・ヘイヴンで計上されている。

### アメリカにおける格差の研究
『失われた国家の富』でフランスの事例を中心に取り上げたズックマンは、その後アメリカの格差問題へと研究領域を拡げた。エマニュエル・サエズと共著論文「Wealth Inequality in the United States since 1913」（2014年）や「Distributional National Accounts: Methods and Estimates for the United States」（2016年）を発表し、サエズとの研究の成果は共著『つくられた格差』に結実した。
『つくられた格差』において、ズックマンとサエズはアメリカの問題を以下のように論じている。
アメリカの格差拡大
1. 法人税と富裕層の減税：1980年以降、法人税減税と富裕層への減税を繰り返してきた。ロナルド・レーガン政権は、超高額所得層への減税として90%から28%へ下げた（1986年）、ドナルド・トランプ政権は法人税率を35%から25%へ減税した（2017年）。累進課税の廃止と減税が格差拡大の一因だった[29]。
2. 労働税と資本税の区別：資本所得には減税したが、労働所得には減税がされなかった。このため資本所有者が労働者よりも優遇された[注釈 6][31]。
3. 租税回避産業：ロナルド・レーガン政権以降に租税回避が奨励され、租税回避業務が拡大した。コンサルタント、財務関連の請負業者などが増加し、特に4大会計事務所は顧客にノウハウを提供した。租税回避産業は当初とは異なり、高額所得者層向けになった。タックスシェルター（英語版）の方法が増加したのもレーガン政権時代である[注釈 7][33]。

格差拡大への対策
1. 矯正税：各国で自国の多国籍企業を取り締まる。経済協力開発機構（OECD）の「税源浸食と利益移転に関する包括的枠組み」をもとにさらに強化し、節税分を本国での課税で相殺する（矯正税）[34]。
2. 共通税率：各国で共通の最低税率を決める。G20を中心とした国家の協調が必要である[35]。
3. 防御措置：国際協調をしない国に本社を置く企業に対して防御措置をとる。タックス・ヘイヴンに本社を置く多国籍企業に対しては、商品やサービスを提供している国の政府が矯正税を徴収する[注釈 8][37]。
4. 富裕層への累進課税：累進的な富裕税を課す。これによって、富の固定化によるレントシーキングを抑制する[注釈 9][39]。
5. 同額所得には同額税率：同額の所得には同額の税率を課す。これにより資本への課税と労働への課税の格差をなくす[40]。
6. 国民所得税：すべての所得に課税し、単一税率で控除をなくす。国民所得税と富裕層への累進課税によって、上位5%をのぞく所得者層で現在よりも税負担が減り、国民皆保険が可能になる[41]。

### デジタルツール
ズックマンは、手軽に税制度を考えるためのツールとして、taxjusticenow.org というサイトを公開した。これはアメリカの連邦政府、州政府、地方政府の税をカバーしており、税収の変化や格差への影響をシミュレートできる。政治家の政策による税制の変化を比較できるようになっており、サンプルとしてジョー・バイデン、ピート・ブーテジェッジ、エリザベス・ウォーレン、バラク・オバマなどが入っている。

## 政治への関与
ズックマンが育った家庭は政治の話題が多かった。15歳の時に国民戦線のジャン＝マリー・ル・ペンが大統領選挙の決選投票に残った時はデモに参加した。
アメリカにおける格差研究を通して、アメリカ政治への関心も高い。ズックマンとサエズは、エリザベス・ウォーレンが2020年大統領選挙に出馬する際にアドバイスを求められたという。2人はウォーレンの政策である富裕層への累進課税や、企業への法人税によって得られる税収を予想した。また、民主党議員のアレクサンドリア・オカシオ＝コルテスがドキュメンタリー番組「60ミニッツ」で富裕層への累進課税を提案した時には、ズックマンとサエズは支持をした。

## 著作

### 単著
- La richesse cachée des nations : enquête sur les paradis fiscaux, Seuil, 2013.
  - 林昌宏訳 『失われた国家の富 - タックス・ヘイヴンの経済学（英語版）』（NTT出版, 2015年）

### 共編著
- Rapport sur les inégalités mondiales, Seuil, 2018.
  - 徳永優子, 西村美由起訳 『 世界不平等レポート2018』（みすず書房, 2018年） - ファクンド・アルヴァレド（Facundo alvaredo）、ルカ・シャンセル（フランス語版）、トマ・ピケティ、エマニュエル・サエズらと共編。
- Le Triomphe de l'injustice - Richesse, évasion fiscale et démocratie, Seuil, 2019.
  - 山田美明訳 『つくられた格差 - 不公平税制が生んだ所得の不平等』（光文社, 2020年） - エマニュエル・サエズとの共著。